# Klaudiánka
Klaudiánka je bývalá usedlost v Praze 4-Podolí, která se nachází na konci ulice Na Klaudiánce. Je značně přestavěná.

## Historie
Vinice v okolí Klaudiánky byly v majetku vyšehradské kapituly. Usedlost zde stála již před rokem 1843. Později majitel přestavěl hospodářský dvůr na výletní restauraci.
Po roce 1945
Restaurace byla zrušena. Objekt prošel koncem 20. století přestavbou a slouží k bydlení.